# Лорънс (окръг, Джорджия)
Вижте пояснителната страница за други значения на Лорънс.
Окръг Лорънс (на английски: Laurens County) е окръг в щата Джорджия, Съединени американски щати. Площта му е 2121 km², а населението - 46 896 души. Административен център е град Дъблин.